# Lijst van onroerend erfgoed in Geetbets
Een overzicht van het onroerend erfgoed in Geetbets. Het onroerend erfgoed maakt deel uit van het cultureel erfgoed in België.
| Object                                    | Erfgoedstatus?            | Bouwjaar of architect | Deelgemeente | Adres                | Coördinaten                   | Nummer? | Afbeelding                                |
| ----------------------------------------- | ------------------------- | --------------------- | ------------ | -------------------- | ----------------------------- | ------- | ----------------------------------------- |
| Parochiekerk Heilige Petrus en Paulus     | Monument orgel (monument) |                       | Geetbets     | Dorpsstraat 43       | 50° 53' 24" NB, 5° 6' 58" OL  | 41814   | Parochiekerk Heilige Petrus en Paulus     |
| Sint-Rochuskapel                          | Monument                  |                       | Geetbets     | Drinkteilstraat      | 50° 53' 43" NB, 5° 6' 25" OL  | 41815   | Sint-Rochuskapel                          |
| Kasteel van Bets                          | Monument                  |                       | Geetbets     | Weg op Halen 2       | 50° 54' 53" NB, 5° 7' 9" OL   | 41816   | Kasteel van Bets                          |
| Pastorie Heilige Petrus en Paulusparochie | Monument                  |                       | Geetbets     | Dorpsstraat 37       | 50° 53' 25" NB, 5° 6' 58" OL  | 41819   | Pastorie Heilige Petrus en Paulusparochie |
| Woning                                    |                           |                       | Geetbets     | Glabbeekstraat 15    | 50° 53' 11" NB, 5° 6' 55" OL  | 41822   | Woning                                    |
| Boerenhuis                                |                           |                       | Geetbets     | Glabbeekstraat 25    | 50° 53' 7" NB, 5° 6' 51" OL   | 41823   | Boerenhuis                                |
| Woning van 1786                           |                           |                       | Geetbets     | Overbeekstraat 7     | 50° 53' 10" NB, 5° 6' 39" OL  | 41825   | Woning van 1786                           |
| Parochiekerk Sint-Ambrosius               |                           |                       | Rummen       | Ketelstraat          | 50° 53' 31" NB, 5° 9' 48" OL  | 41827   | Parochiekerk Sint-Ambrosius               |
| Cisterciënzerinnenabdij                   | Monument                  |                       | Rummen       | Galgestraat 57-59    | 50° 52' 6" NB, 5° 8' 20" OL   | 41828   | Cisterciënzerinnenabdij                   |
| Kasteelhoeve                              | Monument                  |                       | Rummen       | Kasteellaan 17       | 50° 53' 56" NB, 5° 8' 30" OL  | 41829   | Kasteelhoeve                              |
| Pastorie Sint-Ambrosiusparochie           | Monument                  |                       | Rummen       | Persoonstraat 55, 56 | 50° 53' 44" NB, 5° 10' 2" OL  | 41830   | Pastorie Sint-Ambrosiusparochie           |
| Lemen woonhuis van 1907                   |                           |                       | Rummen       | Grote Steenweg 262   | 50° 54' 41" NB, 5° 10' 36" OL | 41831   | Lemen woonhuis van 1907                   |
| Parochiekerk Onze-Lieve-Vrouw             |                           |                       | Grazen       | Vijverstraat 28      | 50° 52' 22" NB, 5° 7' 35" OL  | 41835   | Parochiekerk Onze-Lieve-Vrouw             |
| Huis                                      |                           |                       | Grazen       | Broekstraat 3        | 50° 52' 22" NB, 5° 7' 28" OL  | 41836   | Huis                                      |
| Hoeve Stassartswinning                    |                           |                       | Grazen       | Orsmaelstraat 30     | 50° 52' 5" NB, 5° 7' 53" OL   | 41841   | Hoeve Stassartswinning                    |
| Kasteelsite Ter Lenen                     | Monument                  |                       | Rummen       | Oppenstraat 102      | 50° 53' 14" NB, 5° 8' 8" OL   | 200039  | Kasteelsite Ter Lenen                     |
| Watermolen                                | Monument                  |                       | Geetbets     | Molenstraat 11       |                               | 200148  | Watermolen                                |
| Watermolen en molenaarswoning             | Monument                  |                       | Grazen       | Lutzestraat 53       |                               | 200193  | Watermolen en molenaarswoning             |
| Monikkenhof                               |                           |                       | Geetbets     | Kasteellaan 5        | 50° 53' 49" NB, 5° 6' 51" OL  | 213991  | Monikkenhof                               |
| Kasteel van Rummen: torenruïne            | Monument                  |                       | Rummen       |                      |                               | 302577  | Kasteel van Rummen: torenruïne            |